# キリンビアパーク名古屋

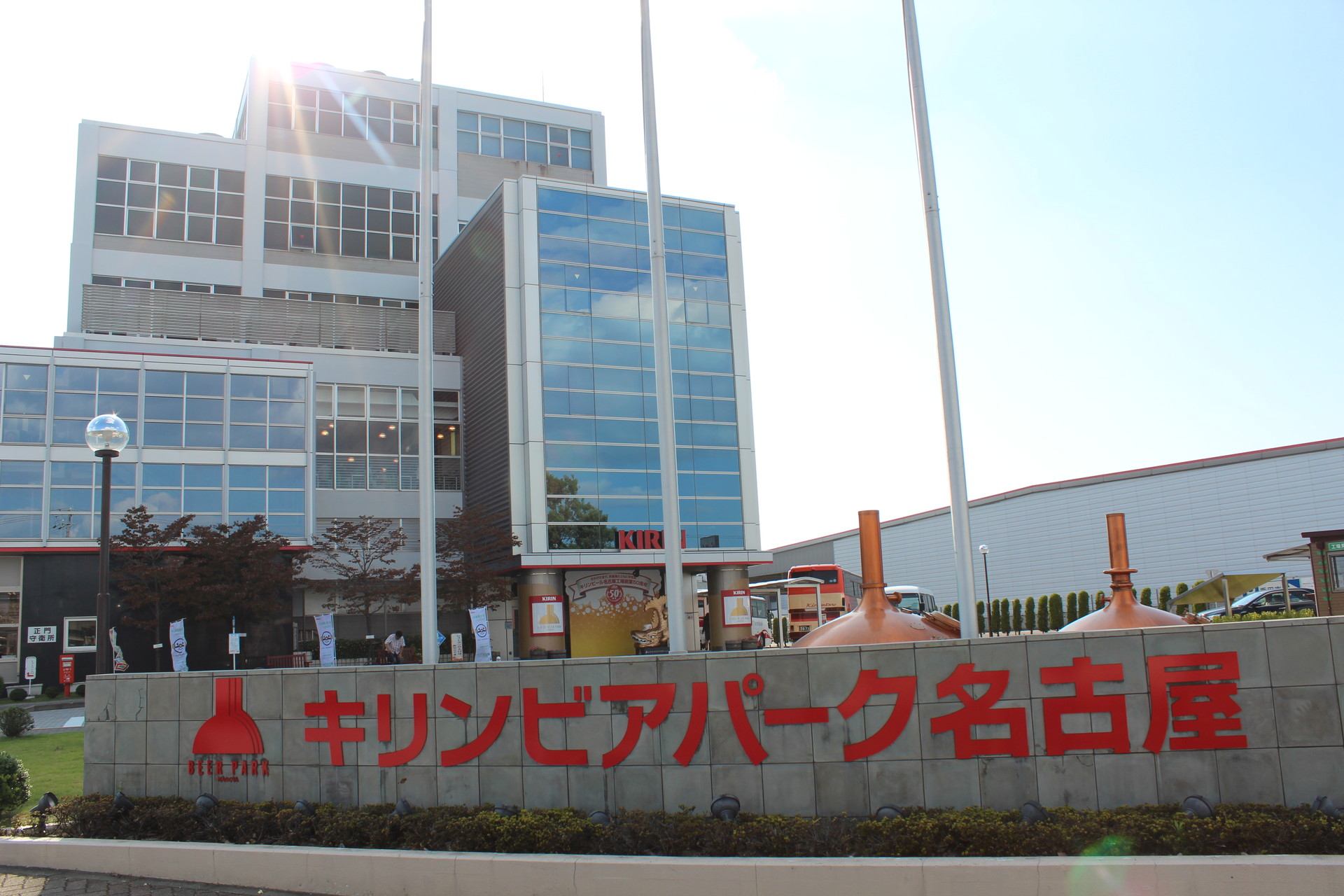
キリンビアパーク名古屋

キリンビアパーク名古屋（キリンビアパークなごや）は、キリンビールの工場に付随した見学施設。

## 概要
名古屋工場は、1962年（昭和37年）に操業を開始。キリンビール工場としては横浜工場に次いで2番目に古い歴史を持ち、2012年（平成24年）に50周年を迎えた。
キリンビアパーク名古屋は、1997年（平成9年）6月にオープン。見学には電話予約が必要だが発酵前の麦汁の試飲が出来るほか毎週月曜日、年末年始、設備点検日などを除く平日、土日祝日も約1時間の工場見学が出来る。またレストランを併設しており出来立てのビールと、ビールに合う料理が用意されている。2011年（平成23年）4月には、「驚きと感動!心が動く、工場見学」をテーマにリニューアルオープンした。所在地は愛知県清須市寺野花笠100。

## レストラン
昭和30年代の醸造工場をレストランに転用したもので、「BREWER'S HOUSE（ブルワーズハウス）」“ビール職人の家”と命名されている。 
「小倉トースト」、「あんかけスパゲッティ」等、名古屋ならではのメニューもある。
ただ、このノンアルコールのキリンビール名古屋工場内の🍝レストラン「BREWER‘S HOUSE（ブルワーズハウス)」は2022年末 ㈯ 営業を終了した。

## 交通アクセス
- JR東海交通事業城北線「尾張星の宮駅」より、徒歩で約5分[5]。
- JR東海道本線「枇杷島駅」より、定時運行バスで約10分[5]。
- 名神高速道路 一宮ICから約20分[5]。
- 名古屋第二環状自動車道 清洲東ICから約5分[5]。